# 池田美弥子
池田 美弥子（1963年 - ）は新潟県出身の日本画家。

## 経歴
新潟市出身。武蔵野美術大学卒業。日本美術家連盟会員。
’98神奈川県美術展特選
’96三渓日本画大賞展　佳作賞
’99上野の森美術大賞展　入選
’00ちがさきアートＮｏｗ「10人の日本画」展：茅ヶ崎市美術館
’04「新潟の作家100人」展　新潟県立万代島美術館
’05第3回トリエンナーレ豊橋　入選
’13 挿絵「名曲の旅」：新潟日報紙～14年まで連載
’15 個展藤沢さいか屋
個展―ぐるぐるハウス高柳（新潟県柏崎市）・柴田悦子画廊
’16 個展「湘南・沖縄の空から」東急リバブル茅ヶ崎センター（茅ヶ崎市）
菅楯彦大賞展出品（京都市；鳥取県倉吉市倉吉博物館
TOKYO派・涼風献上団扇展（柴田悦子画廊）
Ｔシャツ展　（アートシー・茅ヶ崎市）

## 著書など
- 『甘口 辛口』（新潟日報紙、2002年、2008年連載）
- 『蜜月生まれの絵画―掛幅縁起絵の構造から』（『中世絵画のマトリックス』佐野みどり他 青簡舎、2010年）
- 『赤間神宮宝物展』（安徳天皇縁起絵トレース 下関市立美術館図録）
- 『調度歌合せ』（挿絵：サントリー美術館「お伽草子展」図録）
- 『親鸞聖人絵伝』トレース図作成（『中世絵画のマトリックス』佐野みどり他 青簡舎）